# Де Рёйтер, Ян
Ян де Рёйтер (нидерл. Jan de Ruiter; 1946) — нидерландский шашист, серебряный призёр чемпионата Европы 1977 года по международным шашкам, национальный гроссмейстер и международный мастер. С 80-х годов выступает в соревнованиях и публикуется под псевдонимом Свами Никилананда (Swami Nikhilananda) или просто Никила (Nikhila).

## Спортивная биография
В 1968 году студент и кандидат в мастера Ян де Рёйтер несколько сенсационно победил в международном турнире в Кутаиси, опередив в итоговой таблице чемпиона мира Андриса Андрейко. В 1972 году де Рёйтер занял второе место в чемпионате Нидерландов. В 1977 году он завоевал серебряную медаль на чемпионате Европы. С восьмидесятых годов в соревнованиях выступает эпизодически и под псевдонимом.